# Ischnocnema hoehnei
Ischnocnema hoehnei é uma espécie de anfíbio  da família Brachycephalidae. Endêmica do Brasil, pode ser encontrada na Serra do Mar nos estados do Rio de Janeiro e São Paulo.
Os seus habitats naturais são: florestas subtropicais ou tropicais húmidas de baixa altitude e regiões subtropicais ou tropicais húmidas de alta altitude. Está ameaçada por perda de habitat.